# مایک ویور
مایک ویور (به انگلیسی: Michael Dwayne "Mike" Weaver) (زاده ۱۳ ژوئن ۱۹۵۱ در گیتسویل، تگزاس، یک مشت‌زن حرفه ای سابق آمریکایی است که از سال ۱۹۷۲ تا ۲۰۰۰ رقابت کرد و عنوان قهرمانی سنگین‌وزن WBA را از ۱۹۸۰ تا ۱۹۸۲ در اختیار داشت.

## کارنامه بوکس حرفه ای
| خلاصه بوکس حرفه‌ای |        |        |
| ۲۰ مبارزه         | ۱۳ بُرد | ۶ شکست |
| با تصمیم داور     | ۱۲     | ۶      |
| با رد صلاحیت      | ۱      | ۰      |
| تساوی‌ها           | ۱      | ۱      |

| ردیف | نتیجه     | رکورد   | حریف                  | نوع        | راند/زمان     | تاریخ           | مکان برگزاری                                                                                  | یادداشت                                                     |
| ---- | --------- | ------- | --------------------- | ---------- | ------------- | --------------- | --------------------------------------------------------------------------------------------- | ----------------------------------------------------------- |
| ۶۰   | باخت      | ۴۱–۱۸–۱ | لری هولمز             | ناک‌اوت فنی | 6 (10), ۰:۴۵  | ۱۷ نوامبر ۲۰۰۰  | Coast Coliseum, بیلاکسی، میسیسیپی, ایالات متحده                                               |                                                             |
| ۵۹   | باخت      | ۴۱–۱۷–۱ | Melvin Foster         | ناک‌اوت فنی | 9 (10)        | ۸ اوت ۱۹۹۸      | Spirit Lake, North Dakota, ایالات متحده                                                       |                                                             |
| ۵۸   | برد       | ۴۱–۱۶–۱ | Derrick Ryals         | UD         | ۱۰            | ۲۷ مارس ۱۹۹۶    | Warner Center Marriott, Woodland Hills, California, ایالات متحده                              |                                                             |
| ۵۷   | برد       | ۴۰–۱۶–۱ | George O'Mara         | UD         | ۱۲            | ۲۱ ژوئن ۱۹۹۵    | Warner Center Marriott, وودلند هیلز، لس آنجلس, ایالات متحده                                   | Retained NBA heavyweight title                              |
| ۵۶   | برد       | ۳۹–۱۶–۱ | Bill Corrigan         | RTD        | 2 (12), ۳:۰۰  | ۱۷ سپتامبر ۱۹۹۴ | Pavilhão do Colégio D. Bosco, ماکائو, منطقه ویژه اداری (چین)                                  | Won vacant NBA heavyweight title                            |
| ۵۵   | برد       | ۳۸–۱۶–۱ | Ladislao Mijangos     | ناک‌اوت     | 2 (12), ۱:۵۰  | ۶ ژوئن ۱۹۹۴     | Casino Magic, بی سنت. لوئیس، میسیسیپی, ایالات متحده                                           | Won vacant International Boxing Authority heavyweight title |
| ۵۴   | برد       | ۳۷–۱۶–۱ | برت کوپر              | UD         | ۱۰            | ۲۷ فوریه ۱۹۹۳   | Capital Indoor Stadium, پکن, China                                                            | NBA heavyweight title                                       |
| ۵۳   | برد       | ۳۶–۱۶–۱ | Mike Gans             | ناک‌اوت     | 5 (10)        | ۱۷ نوامبر ۱۹۹۲  | Bakersfield, California, ایالات متحده                                                         |                                                             |
| ۵۲   | باخت      | ۳۵–۱۶–۱ | لنوکس لوئیس           | ناک‌اوت     | 6 (10), ۱:۰۵  | Jul 12, 1991    | Caesars Tahoe , استیت‌لاین، نوادا, ایالات متحده                                                |                                                             |
| ۵۱   | برد       | ۳۵–۱۵–۱ | Dion Burgess          | ناک‌اوت فنی | 5 (10), ۲:۵۸  | Jul 18, 1990    | Varsity Arena, تورنتو, Canada                                                                 |                                                             |
| ۵۰   | باخت      | ۳۴–۱۵–۱ | جیمز اسمیت (بوکسور)   | UD         | ۱۲            | ۴ آوریل ۱۹۹۰    | Madison Square Garden, نیویورک سیتی, نیویورک, ایالات متحده                                    | Lost WBA Americas heavyweight title                         |
| ۴۹   | برد       | ۳۴–۱۴–۱ | Philipp Brown         | SD         | ۱۲            | Jul 27, 1989    | تئاتر هولو در مدیسن اسکوئر گاردن, نیویورک سیتی, نیویورک, ایالات متحده                         | Retained WBA Americas heavyweight title                     |
| ۴۸   | برد       | ۳۳–۱۴–۱ | Lionel Washington     | ناک‌اوت فنی | 1 (12), ۱:۴۸  | ۱ مه ۱۹۸۹       | Great Western Forum, Inglewood, California, ایالات متحده                                      | For vacant WBA Americas heavyweight title                   |
| ۴۷   | برد       | ۳۲–۱۴–۱ | Bobby Crabtree        | ناک‌اوت     | 3 (10), ۲:۵۸  | ۳۱ ژانویه ۱۹۸۹  | Country Club, رسیدا، لس‌آنجلس, ایالات متحده                                                    |                                                             |
| ۴۶   | باخت      | ۳۱–۱۴–۱ | Johnny DuPlooy        | ناک‌اوت     | 2 (10)        | ۳۰ آوریل ۱۹۸۸   | Superbowl, سان سیتی, Bophuthatswana                                                           |                                                             |
| ۴۵   | برد       | ۳۱–۱۳–۱ | Johnny DuPlooy        | RTD        | 6 (10)        | ۲۸ نوامبر ۱۹۸۷  | Rand Stadium, ژوهانسبورگ, South Africa                                                        |                                                             |
| ۴۴   | برد       | ۳۰–۱۳–۱ | James Pritchard       | ناک‌اوت فنی | 6 (10), ۲:۳۰  | ۲۴ اوت ۱۹۸۷     | Louisville Gardens, لوییویل، کنتاکی, ایالات متحده                                             |                                                             |
| ۴۳   | برد       | ۲۹–۱۳–۱ | David Jaco            | ناک‌اوت     | 2 (10)        | Jul 29, 1987    | یائونده, Cameroon                                                                             |                                                             |
| ۴۲   | باخت      | ۲۸–۱۳–۱ | دونووان رادوک         | SD         | ۱۰            | ۲۳ اوت ۱۹۸۶     | شهرستان کامبرلند، کارولینای شمالی Memorial Auditorium, فایتویل، کارولینای شمالی, ایالات متحده |                                                             |
| ۴۱   | باخت      | ۲۸–۱۲–۱ | جیمز اسمیت (بوکسور)   | ناک‌اوت فنی | 1 (10), ۲:۲۹  | ۵ آوریل ۱۹۸۶    | Coliseum, Colonie, New York, ایالات متحده                                                     |                                                             |
| ۴۰   | برد       | ۲۸–۱۱–۱ | Carl Williams         | ناک‌اوت فنی | 2 (10), ۲:۳۷  | ۱۶ فوریه ۱۹۸۶   | مؤسسه پلی‌تکنیک رنسلیر, تروی، نیویورک, ایالات متحده                                            |                                                             |
| ۳۹   | باخت      | ۲۷–۱۱–۱ | پینکلون توماس         | ناک‌اوت فنی | 8 (12), ۱:۴۲  | ۱۵ ژوئن ۱۹۸۵    | Riviera, وینچستر، نوادا, ایالات متحده                                                         | For WBC heavyweight title                                   |
| ۳۸   | برد       | ۲۷–۱۰–۱ | Tony Anthony          | DQ         | 1 (10), ۳:۰۰  | ۹ نوامبر ۱۹۸۴   | Riviera, وینچستر، نوادا, ایالات متحده                                                         | Anthony disqualified for hitting after the bell             |
| ۳۷   | برد       | ۲۶–۱۰–۱ | Billy Joe Thomas      | ناک‌اوت فنی | 7 (10), ۱:۱۶  | ۳۱ اوت ۱۹۸۴     | ریویرا (هتل و کازینو), وینچستر، نوادا, ایالات متحده                                           |                                                             |
| ۳۶   | برد       | ۲۵–۱۰–۱ | Stan Ward             | ناک‌اوت فنی | 9 (15)        | ۳۰ سپتامبر ۱۹۸۳ | The Forum, Inglewood, California, ایالات متحده                                                |                                                             |
| ۳۵   | مساویDraw | ۲۴–۱۰–۱ | Michael Dokes         | MD         | ۱۵            | ۲۰ مه ۱۹۸۳      | Dunes, Paradise, نوادا, ایالات متحده                                                          | For WBA heavyweight title                                   |
| ۳۴   | باخت      | ۲۴–۱۰   | Michael Dokes         | ناک‌اوت فنی | 1 (15), ۱:۰۳  | ۱۰ دسامبر ۱۹۸۲  | سیزرز پالاس, Paradise, نوادا, ایالات متحده                                                    | Lost WBA heavyweight title                                  |
| ۳۳   | برد       | ۲۴–۹    | جیمز تیلیس            | UD         | ۱۵            | ۳ اکتبر ۱۹۸۱    | Horizon , روزمونت، ایلینوی, ایالات متحده                                                      | Retained WBA heavyweight title                              |
| ۳۲   | برد       | ۲۳–۹    | Gerrie Coetzee        | ناک‌اوت فنی | 13 (15), ۱:۴۹ | ۲۵ اکتبر ۱۹۸۰   | Superbowl, سان سیتی, Bophuthatswana                                                           | Retained WBA heavyweight title                              |
| ۳۱   | برد       | ۲۲–۹    | John Tate             | ناک‌اوت     | 15 (15), ۲:۱۵ | ۳۱ مارس ۱۹۸۰    | Stokely Athletic Center, ناکسویل، تنسی, ایالات متحده                                          | Won WBA heavyweight title                                   |
| ۳۰   | برد       | ۲۱–۹    | اسکات لدوکس           | UD         | ۱۲            | ۲۴ نوامبر ۱۹۷۹  | Metropolitan Sports Center, بلومینگتن، مینه‌سوتا, ایالات متحده                                 | Retained USBA heavyweight title                             |
| ۲۹   | برد       | ۲۰–۹    | Harry Terrell         | ناک‌اوت     | 4 (10), ۲:۱۴  | ۲۲ سپتامبر ۱۹۷۹ | Memorial Sports Arena, لس آنجلس, کالیفرنیا, ایالات متحده                                      |                                                             |
| ۲۸   | باخت      | ۱۹–۹    | لری هولمز             | ناک‌اوت فنی | 12 (15), ۰:۴۴ | ۲۲ ژوئن ۱۹۷۹    | مدیسن اسکوئر گاردن, نیویورک سیتی, نیویورک, ایالات متحده                                       | For فهرست قهرمانان بوکس جهان                                |
| ۲۷   | برد       | ۱۹–۸    | Oliver Philipps       | ناک‌اوت     | 4 (10), ۱:۵۲  | ۲ مارس ۱۹۷۹     | Sahara, رینو, نوادا, ایالات متحده                                                             |                                                             |
| ۲۶   | برد       | ۱۸–۸    | Stan Ward             | RTD        | 9 (12), ۰:۰۱  | ۱۸ ژانویه ۱۹۷۹  | Sahara Hotel and Casino, وینچستر، نوادا, ایالات متحده                                         | Won vacant فدراسیون بین‌المللی بوکس heavyweight title        |
| ۲۵   | برد       | ۱۷–۸    | Abdul Khan            | ناک‌اوت     | 2 (10), ۲:۳۳  | ۵ دسامبر ۱۹۷۸   | Sahara, رینو, نوادا, ایالات متحده                                                             |                                                             |
| ۲۴   | برد       | ۱۶–۸    | Bernardo Mercado      | ناک‌اوت فنی | 5 (10)        | ۲۲ اکتبر ۱۹۷۸   | Sahara, رینو, نوادا, ایالات متحده                                                             | Won vacant Nevada heavyweight title                         |
| ۲۳   | برد       | ۱۵–۸    | Mike Creel            | ناک‌اوت     | 2 (10), ۱:۴۴  | ۱۷ سپتامبر ۱۹۷۸ | Sahara, رینو، نوادا, ایالات متحده                                                             |                                                             |
| ۲۲   | باخت      | ۱۴–۸    | Leroy Jones           | UD         | ۱۲            | ۱۹ اوت ۱۹۷۸     | Sahara Hotel and Casino, وینچستر، نوادا, ایالات متحده                                         | For vacant NABF heavyweight title                           |
| ۲۱   | باخت      | ۱۴–۷    | Stan Ward             | UD         | ۱۲            | ۲۴ ژانویه ۱۹۷۸  | ساکرامنتو، کالیفرنیا, ایالات متحده                                                            | For vacant California heavyweight title                     |
| ۲۰   | برد       | ۱۴–۶    | Pedro Lovell          | UD         | ۱۰            | ۱۵ نوامبر ۱۹۷۷  | Convention Center, آناهایم، کالیفرنیا, ایالات متحده                                           |                                                             |
| ۱۹   | برد       | ۱۳–۶    | Dave Martinez         | ناک‌اوت     | 1 (10)        | ۱۳ سپتامبر ۱۹۷۷ | Sports Arena, انکوریج, ایالات متحده                                                           |                                                             |
| ۱۸   | برد       | ۱۲–۶    | Bill Sharkey          | MD         | ۱۰            | ۱ آوریل ۱۹۷۷    | Beacon Theatre, نیویورک, ایالات متحده                                                         |                                                             |
| ۱۷   | برد       | ۱۱–۶    | Dwain Bonds           | ناک‌اوت     | 8 (10), ۲:۵۸  | ۱۹ ژانویه ۱۹۷۷  | هتل و کازینوی صحرا, وینچستر، نوادا, ایالات متحده                                              |                                                             |
| ۱۶   | برد       | ۱۰–۶    | Fonomanu Young Sekona | ناک‌اوت     | 6 (10)        | ۴ نوامبر ۱۹۷۶   | Circle Star Theater, سان کارلوس، کالیفرنیا, ایالات متحده                                      |                                                             |
| ۱۵   | برد       | ۹–۶     | Jody Ballard          | MD         | ۱۰            | Jul 14, 1976    | هتل و کازینوی پلانت هالیوود, پارادایس، نوادا, ایالات متحده                                    |                                                             |
| ۱۴   | برد       | ۸–۶     | Tony Doyle            | ناک‌اوت فنی | 9 (10), ۲:۱۳  | ۲۷ ژوئن ۱۹۷۵    | Coliseum, سن دیگو, کالیفرنیا, ایالات متحده                                                    |                                                             |
| ۱۳   | برد       | ۷–۶     | Mani Vaka             | PTS        | ۱۰            | ۲۴ اوت ۱۹۷۴     | Neal S. Blaisdell Center, هونولولو, ایالات متحده                                              |                                                             |
| ۱۲   | باخت      | ۶–۶     | Duane Bobick          | ناک‌اوت فنی | 7 (10)        | Jul 26, 1974    | Coliseum, سن دیگو, کالیفرنیا, ایالات متحده                                                    |                                                             |
| ۱۱   | برد       | ۶–۵     | Orville Qualls        | ناک‌اوت     | 2 (8), ۰:۵۷   | ۳۱ مه ۱۹۷۴      | Coliseum, سن دیگو, کالیفرنیا, ایالات متحده                                                    |                                                             |
| ۱۰   | باخت      | ۵–۵     | Rodney Bobick         | UD         | ۱۰            | ۲۲ مارس ۱۹۷۴    | Coliseum, سن دیگو, کالیفرنیا, ایالات متحده                                                    |                                                             |
| ۹    | برد       | ۵–۴     | Ellis McKinley        | PTS        | ۶             | ۲۱ فوریه ۱۹۷۴   | Grand Olympic Auditorium, لس آنجلس, کالیفرنیا, ایالات متحده                                   |                                                             |
| ۸    | باخت      | ۴–۴     | Larry Frazier         | ناک‌اوت     | 2 (6), ۲:۱۵   | ۱۱ دسامبر ۱۹۷۳  | Civic Auditorium, سان فرانسیسکو, California, ایالات متحده                                     |                                                             |
| ۷    | برد       | ۴–۳     | Bob Swoopes           | ناک‌اوت     | 1 (6)         | ۹ نوامبر ۱۹۷۳   | سن دیگو, California, ایالات متحده                                                             |                                                             |
| ۶    | برد       | ۳–۳     | Tony Pulu             | ناک‌اوت     | 2 (6)         | ۱۱ اکتبر ۱۹۷۳   | Grand Olympic Auditorium, لس آنجلس, کالیفرنیا, ایالات متحده                                   |                                                             |
| ۵    | برد       | ۲–۳     | Lyn Martin            | ناک‌اوت     | 1 (6), ۱:۳۰   | ۱۰ سپتامبر ۱۹۷۳ | The Forum, اینگلوود، کالیفرنیا, ایالات متحده                                                  |                                                             |
| ۴    | باخت      | ۱–۳     | Billy Ryan            | ناک‌اوت فنی | 2 (4), ۱:۵۵   | ۲۸ فوریه ۱۹۷۳   | Warnors Theatre, فرزنو، کالیفرنیا, ایالات متحده                                               |                                                             |
| ۳    | برد       | ۱–۲     | Carlos Lopez          | PTS        | ۵             | ۲ فوریه ۱۹۷۳    | San Bernardino Arena, سن برناردینو، کالیفرنیا, ایالات متحده                                   |                                                             |
| ۲    | باخت      | ۰–۲     | Howard Smith          | PTS        | ۵             | ۳۱ اکتبر ۱۹۷۲   | Civic Auditorium, بیکرزفیلد، کالیفرنیا, ایالات متحده                                          |                                                             |
| ۱    | باخت      | ۰–۱     | Howard Smith          | ناک‌اوت     | 3 (4)         | ۱۴ سپتامبر ۱۹۷۲ | Grand Olympic Auditorium, لس آنجلس, ایالات متحده                                              |                                                             |